# Laurent Preziosi
 (août 2025).
Si vous disposez d'ouvrages ou d'articles de référence ou si vous connaissez des sites web de qualité traitant du thème abordé ici, merci de compléter l'article en donnant les références utiles à sa vérifiabilité et en les liant à la section « Notes et références ».
Laurent Preziosi, né le 22 juin 1912 et mort le 5 novembre 2010 à Montrouge, est un instituteur, militant socialiste, résistant et haut fonctionnaire français. 
Un mois après sa participation au Groupe D de Paul Ruff, lors du  putsch du 8 novembre 1942 à Alger qui permet le succès rapide de l'opération Torch, le débarquement Allié en Afrique du Nord, il est l'un des quatre premiers volontaires de la mission Pearl Harbour envoyée le 11 décembre 1942 en Corse par le sous-marin Casabianca pour coordonner les réseaux de résistance en vue d'un débarquement pour libérer l'île de l'occupation fasciste italienne et nazie allemande.

## Biographie
Il naît le 22 juin 1912 à Maison-Carrée en Algérie (alors colonie française) au sein d'une famille corse originaire de Taglio-Isolaccio. Il meurt le 5 novembre 2010 à Montrouge.

### Début de l'engagement politique
À 18 ans, il s'engage en politique en créant la section des Jeunesses socialistes (JS) de Maison-Carrée puis il devient ensuite le secrétaire de la Fédération départementale créée par son ami, l'écrivain Max-Pol Fouchet.
À l'université de droit et de lettres d'Alger il fait partie d'un cercle d'amis dans lequel on retrouve Yves Dechezelles et Albert Camus qu'il avait déjà connu au cours d'un derby opposant le Racing Club Maison-Carrée au Racing universitaire d'Alger. Il devient instituteur de l'enseignement public.
À partir de 1935, il participe annuellement au Congrès national des JS et sera un ardent partisan des droits de l'homme. Il prend part à la grève générale du 30 novembre 1938 et sera suspendu de ses fonctions pendant six mois pour ces raisons. Il quittera la SFIO en 1938 pour participer à la création du Parti socialiste ouvrier et paysan (PSOP) de Marceau Pivert jusqu'en 1940. Il trouve un travail de rédacteur au journal Alger républicain dirigé par Pascal Pia où il retrouve Albert Camus avec lequel il nouera désormais une amitié indéfectible. Il est mobilisé en septembre 1939 lorsque la guerre éclate.

### Engagement dans la Résistance
Révoqué en décembre 1940 de l'Éducation nationale, pour sa participation aux grèves de 1938, il prend contact avec son ami l'avocat Yves Dechezelles avec lequel il crée un premier groupe d'opposants au régime de Vichy. Son activité est suivie de près par la police et le commissaire Préa le préviendra à temps d'une arrestation imminente pour l'interner au camp de Djeniene Bourezg (où beaucoup sont morts du scorbut).
Dès lors, il part en Corse en passant par Marseille où son ami François Tomasino, ex-responsable des jeunesses socialistes des Bouches-du-Rhône lui propose de créer une filiale d'exportation de fruits et légumes à Bastia (63 Bd du Général Graziani) pour sa société. Durant ce périple, il rencontre de nombreuses personnes prêtes à organiser des réseaux de résistance et notamment le maire de Bastia, Hyacinthe de Montera, destitué par Vichy.
Averti d'une opération probable d'envergure des alliés au Maghreb, il y revient clandestinement et s'installe à Oran où il n'est pas connu et rencontre quotidiennement Albert Camus.
Au sein du groupe D de Paul Ruff, il prend part au putsch du 8 novembre 1942 à Alger qui permet le succès rapide de l'opération Torch (le débarquement allié en Algérie et au Maroc).

### Participation à l'opérationPearl Harbour

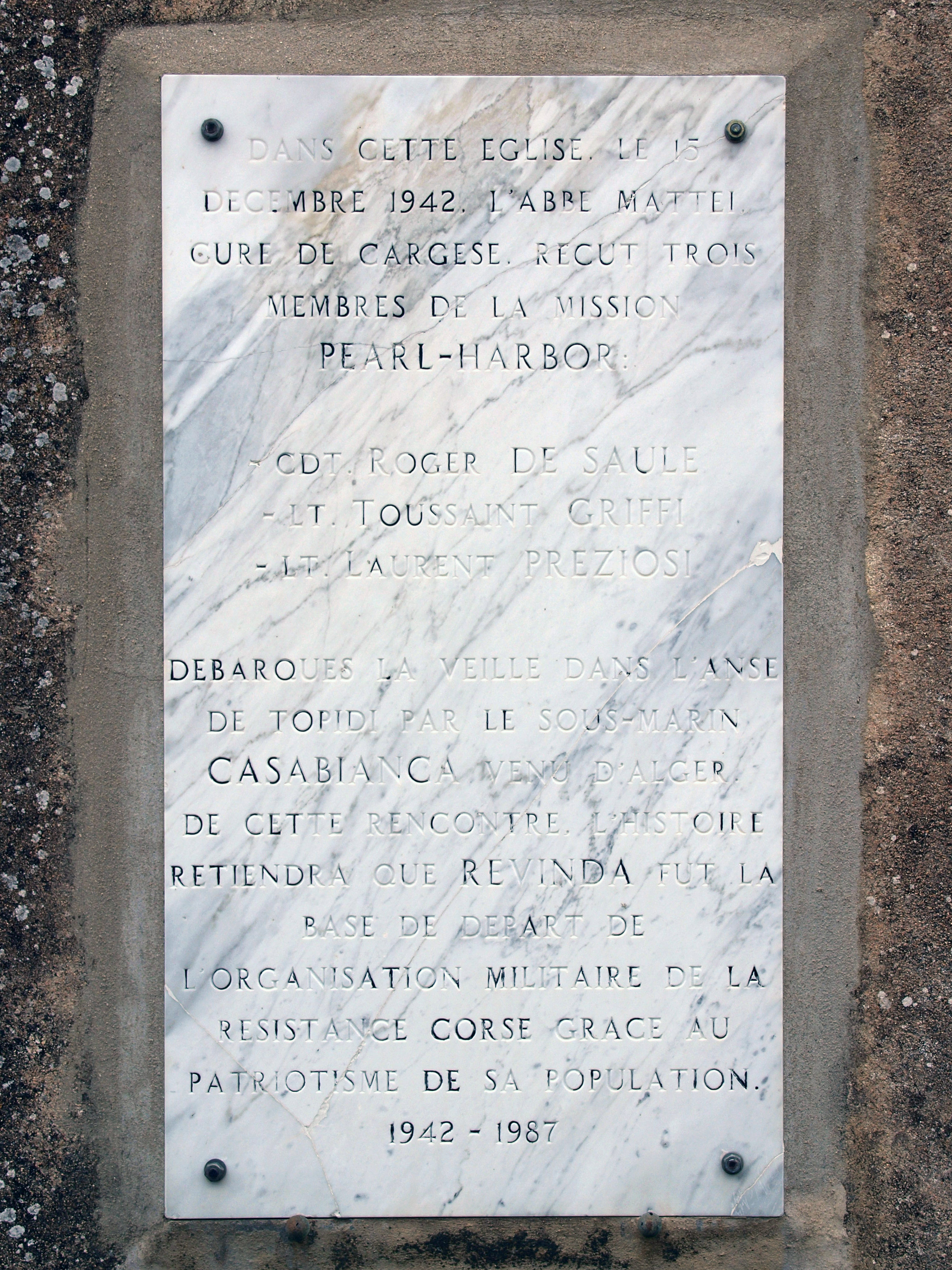
Plaque commémorative sur l'église Saint-Siméon à Revinda (Marignana)

Il est ensuite recruté par les Services spéciaux de la Défense nationale pour une mission de préparation de débarquement en vue de la libération de la Corse. Dans la nuit du 13 au 14 décembre 1942, il est débarqué clandestinement par le sous-marin Casabianca dans l'anse de Topiti (Piana) avec trois autres agents, le responsable de la mission, un spécialiste de l'espionnage, le commandant Roger de Saule, un militaire volontaire, le lieutenant Toussaint Griffi, un autre résistant comme lui, Pierre Griffi, spécialiste radio revenu des Brigades internationales.

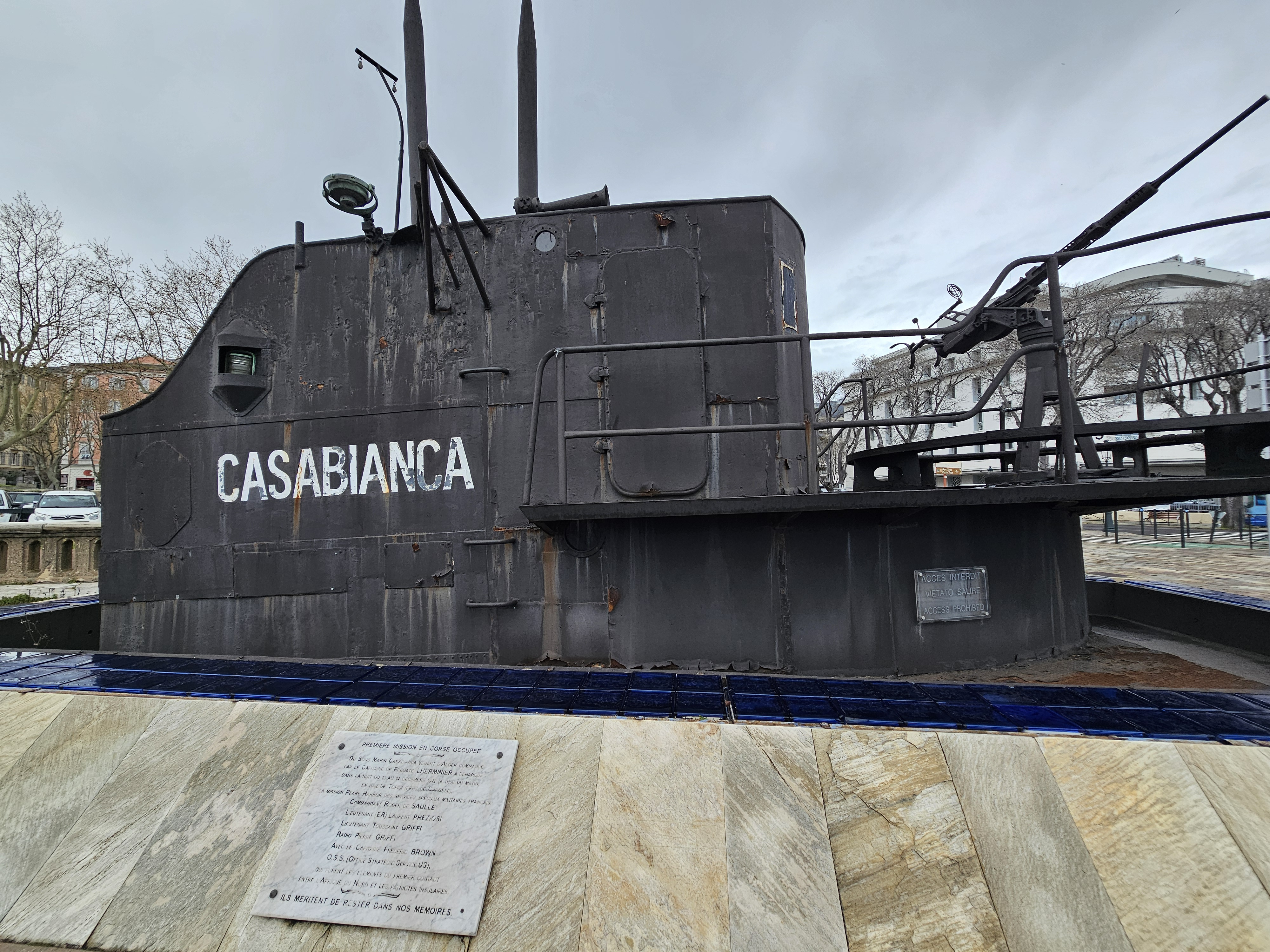
avec le nom des résistants débarqués de sa 1ère mission en Corse

Avec notamment Toussaint Griffi, et Pierre Griffi sur Ajaccio, ils prendront les contacts dans les différentes parties de la Corse pour coordonner la résistance. Ils participent à la première livraison importante d'armes le 6 février 1943 dans la baie d'Arone (Piana) avec les responsables locaux et ceux d'Ajaccio dont notamment Jean Nicoli, André Giusti, François Carli, et André Bozzi. Cette opération constitue le 1er approvisionnement américain en armes d'un mouvement européen durant la Seconde Guerre mondiale. Elle fut acceptée par le chef de l'OSS, le colonel Donovan, ami personnel du président Franklin Roosevelt.
La mission obtient des responsables locaux l'accord pour la préparation d'un débarquement. Ils lui fournissent les renseignements sur l'implantation et la force de l'ennemi, notamment l'équipe de Montera sur Bastia, de Pascal Valentini sur Corte, de Pierre Casale sur St Florent, des frères Dominique et Roch Spinosi sur Calvi, et de Jean Nicoli, Nonce Bienelli, Arthur Giovoni sur Ajaccio. 
Repérés par l'OVRA sans que celle-ci puisse connaitre leurs noms ni leurs visages, ils reçoivent l'ordre le 24 février de revenir à Alger. Ils sont récupérés par le sous-marin Casabianca à Sari-di-Porto-Vecchio dans la nuit du 10 au 11 mars 1943. Arrivés à Alger, ils font part de tous leurs renseignements et conseils à leur remplaçant, le colonel Paulin Colonna d'Istria, qui part assurer la coordination militaire en vue du débarquement. Pierre Griffi qui était resté pour l'aider sur place sera arrêté par l'OVRA mais après avoir transmis les messages radio essentiels. Il sera atrocement torturé par les fascistes pendant deux semaines avant d'être exécuté le 18 août 1943 sans avoir parlé.
Laurent Preziosi, malgré la promesse qui lui avait été faite de retourner en Corse pour la libération de l'île ne pourra y participer. Il sera en revanche débarqué sur les côtes de Provence pour participer à l'opération Dragoon et à la libération du continent.
Il participe ensuite au Gouvernement provisoire de la République française, d'abord dans le cabinet d'Adrien Tixier, ministre du Travail et des Affaires sociales, puis dans celui d'Alexandre Parodi d'où prendra naissance sa nouvelle carrière de haut fonctionnaire. Il sera entre autres, délégué français à la Conférence internationale du Travail et auditeur à l'Institut des hautes études de Défense nationale.

### Décorations
- Médaille de la Résistance par décret du 31 mars 1947.
- Croix de guerre avec palme Décision No 24 de la D.S.R.S.M du 15 avril 1947.
- Croix de guerre avec étoiles Décision No 115 de la D.S.R.S.M du 15 avril 1947.
- Médaille militaire par décret du 12 avril 1954.
- Chevalier de la légion d'honneur par décret du 29 décembre 1962.
- Officier de l'ordre du mérite social par Décret du 12 octobre 1963. (Ne pas confondre l'ordre du mérite social avec l'ordre national du mérite (ONM) créé le 3 décembre 1963 par le général de Gaulle. L'ONM remplace un certain nombre de décorations dont l'ordre national du mérite social. Cf. site de l'ONM)
- Officier de la légion d'honneur par Décret du 6 septembre 1983.
- Médaille d'or de l'Étoile Civique.

### Inscriptions nom sur stèles/plaques
- Stèle sur la route de Marignana,
- Plaque commémorative sur l'église de Marignana,
- Monument au centre de la baie d'Arone,
- Plaque commémorative sur le socle du sous-marin Casabianca,
- Plaque au-dessus de l'entrée d'immeuble 35 Bd Paoli (appartement de Hyacinthe de Montera).
- Plaque commémorative sur l'entrée du centre de restauration du Centre National d'entrainement Commando de Mont-Louis 66210 (en mémoire des commandos embarqués pour la Corse)